# Grenville Lindall Winthrop
Grenville Lindall Winthrop, né le 11 février 1864 à New York et mort dans cette même ville le 19 janvier 1943, est un avocat américain, philanthrope et collectionneur d'art de New York.

## Biographie

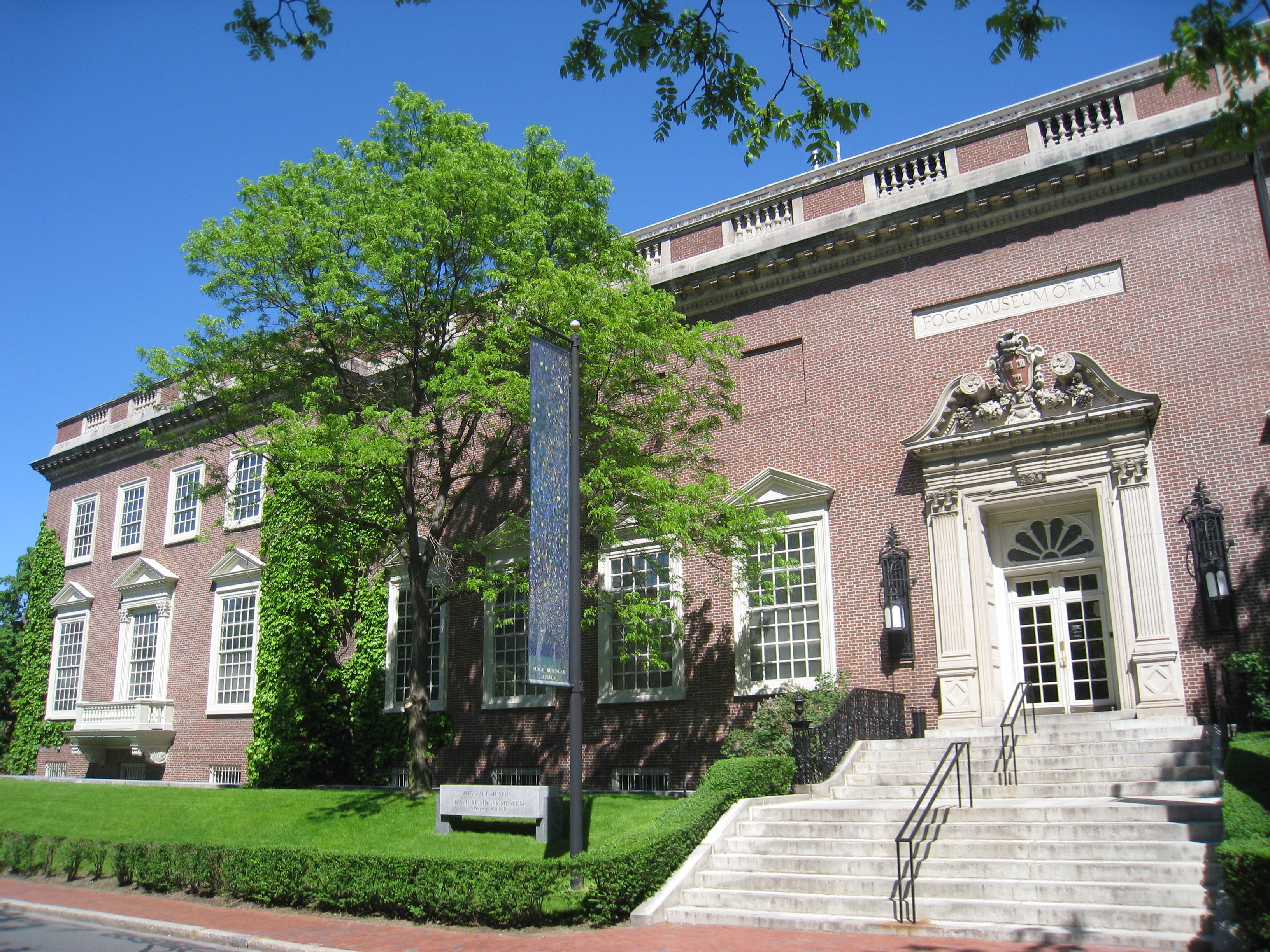
Le Fogg Art Museum, université Harvard, Cambridge (Massachusetts).

Il est le descendant direct de John Winthrop, premier gouverneur de la colonie de la baie du Massachusetts. Son père, Robert Winthrop, était banquier, sa mère, Kate Wilson Taylor, était la fille du banquier Moses Taylor. Son frère, Beekman Winthrop, a été gouverneur de Porto Rico de 1904 à 1907. Il est diplômé de l'université Harvard et a fait des études en géologie et en histoire de l'art. Philanthrope, il a restauré des bâtiments historiques à Lenox, dans le Massachusetts, et a rassemblé une grande collection d'art dans sa maison de l'Upper East Side.
Au moment de sa mort, il lègue toute sa collection d'art au Fogg Art Museum de l'université Harvard. Il est inhumé au cimetière de Green-Wood de Brooklyn, Kings County (Brooklyn), New York, dans le mausolée familial.

## Collection
Grenville L. Winthrop était un « collectionneur d'art de renommée internationale. » Il a été influencé dès son plus jeune âge par Charles Eliot Norton et le neveu de ce dernier, Francis Bullard, deux éminents collectionneurs d'art de Boston. Il a été aidé dans la constitution de sa collection par Martin Birnbaum, un marchand d'art de New York. Winthrop, de son vivant, n'a jamais prêté aucune de ses œuvres d'art à un musée . Lorsqu'il acceptait de faire visiter sa collection, il faisait semblant d'être le majordome.
Winthrop a collectionné des peintures préraphaélites, des masques mésoaméricains, des peintures italiennes à base d'or, des dessins français, des horloges, des bouddhas coréens ». Il possédait la plus grande collection individuelle de peintures de Jean-Auguste-Dominique Ingres (35 tableaux) et William Blake. Sa collection comportait des œuvres d'Edward Burne-Jones, Honoré Daumier, Vincent van Gogh, Winslow Homer, Pierre-Auguste Renoir, Auguste Rodin, John Singer Sargent, Henri de Toulouse-Lautrec, James Abbott McNeill Whistler, Gustave Moreau, Théodore Géricault, Eugène Delacroix, Théodore Chassériau, John Singleton Copley, Gilbert Stuart et Aubrey Beardsley entre autres. Sa collection comprenait également des objets d'art chinois et asiatiques, notamment des jades, des bronzes, des céramiques, des sculptures et des peintures murales. Au moment de sa mort, il possédait environ 4000 pièces dont de nombreux chef-d’œuvre. Winthrop a siégé au comité de visite du Fogg Art Museum de l'université Harvard pendant douze ans avant de léguer par testament l'ensemble de sa collection à ce musée.

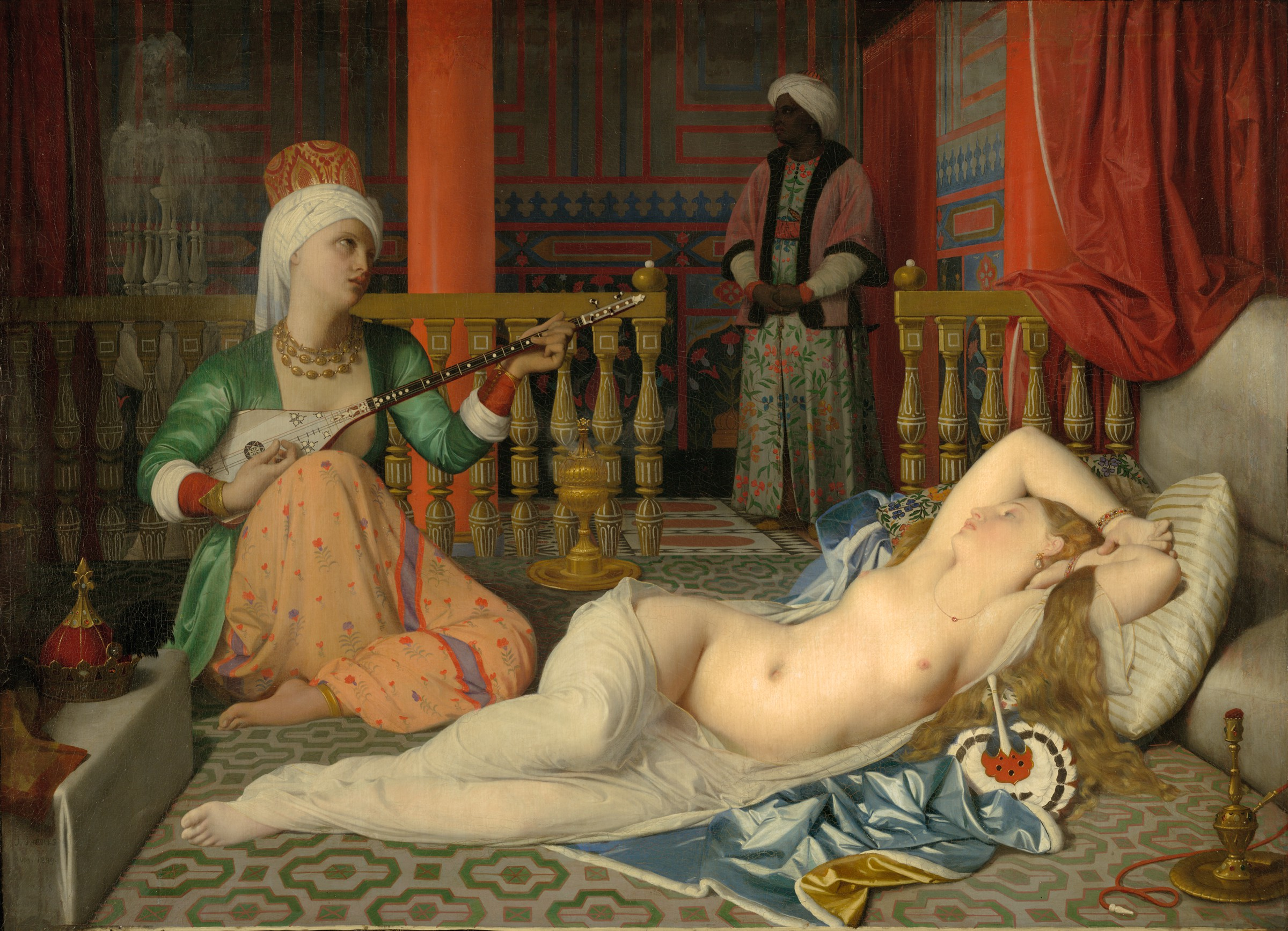
Ingres : L'Odalisque à l'esclave, 1839-1840
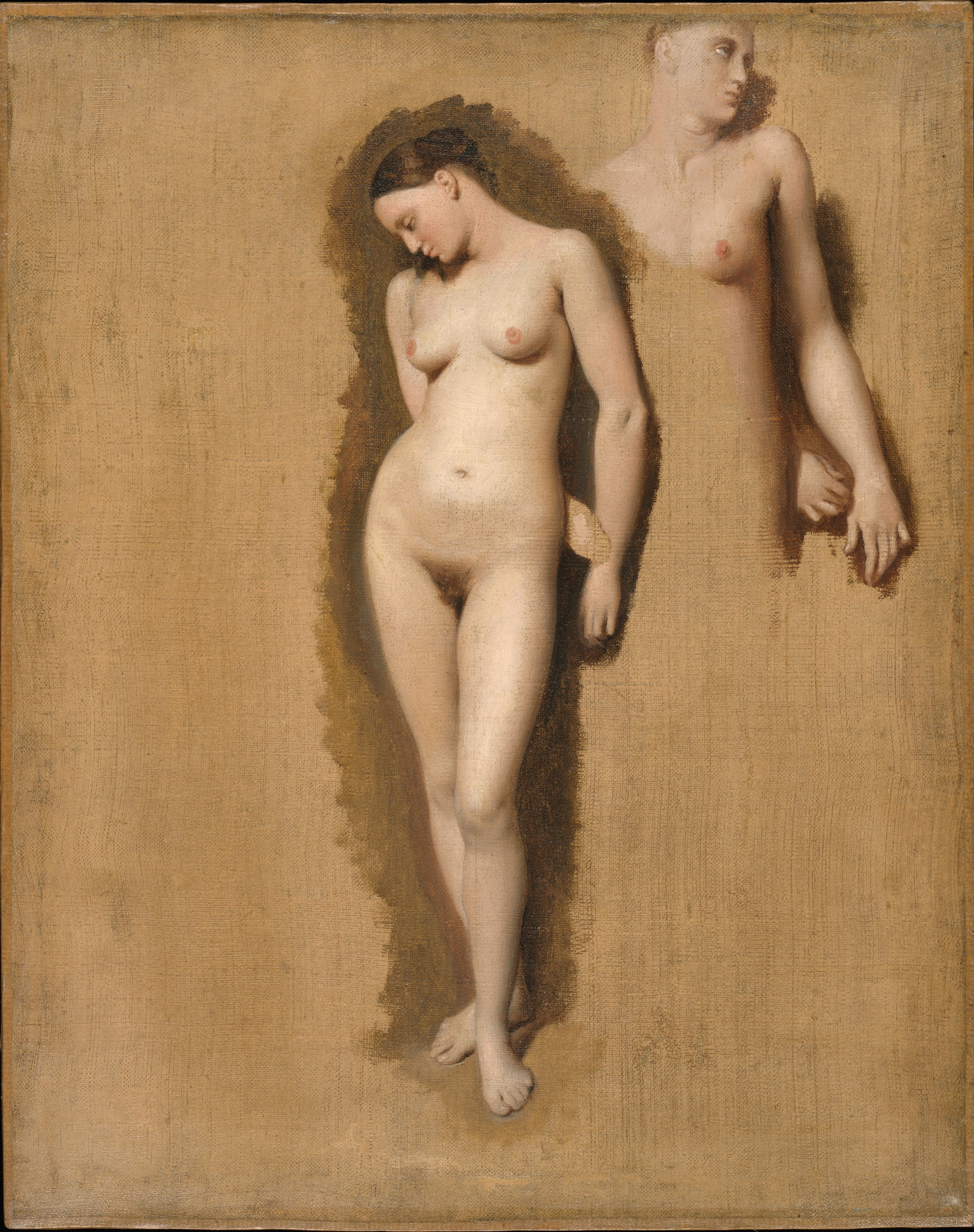
Ingres, étude pour Roger délivrant Angélique, 1818.
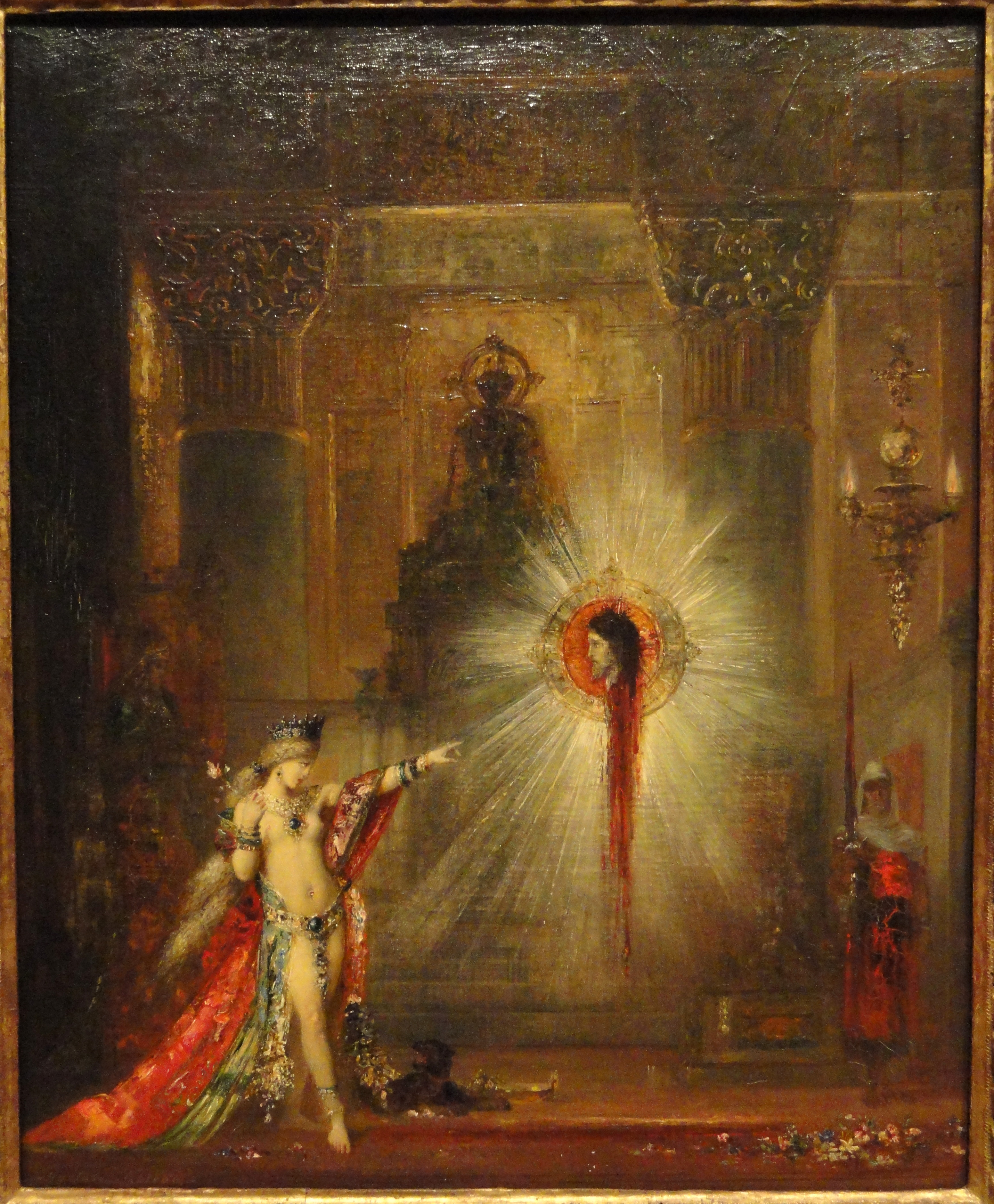
Gustave Moreau, L'Apparition, c.1876.
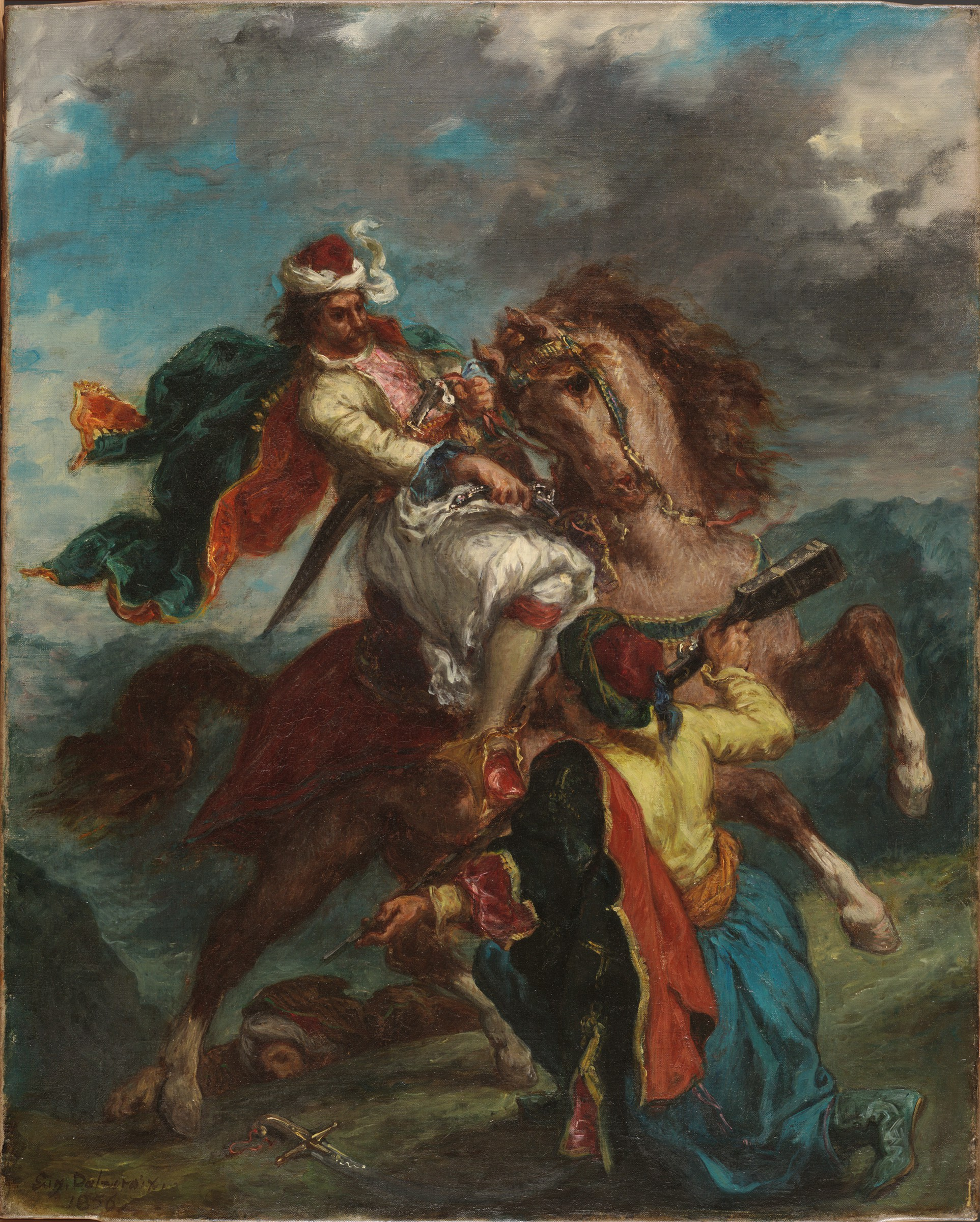
Eugène Delacroix, Un Turc se rendant à un cavalier grec, 1856.
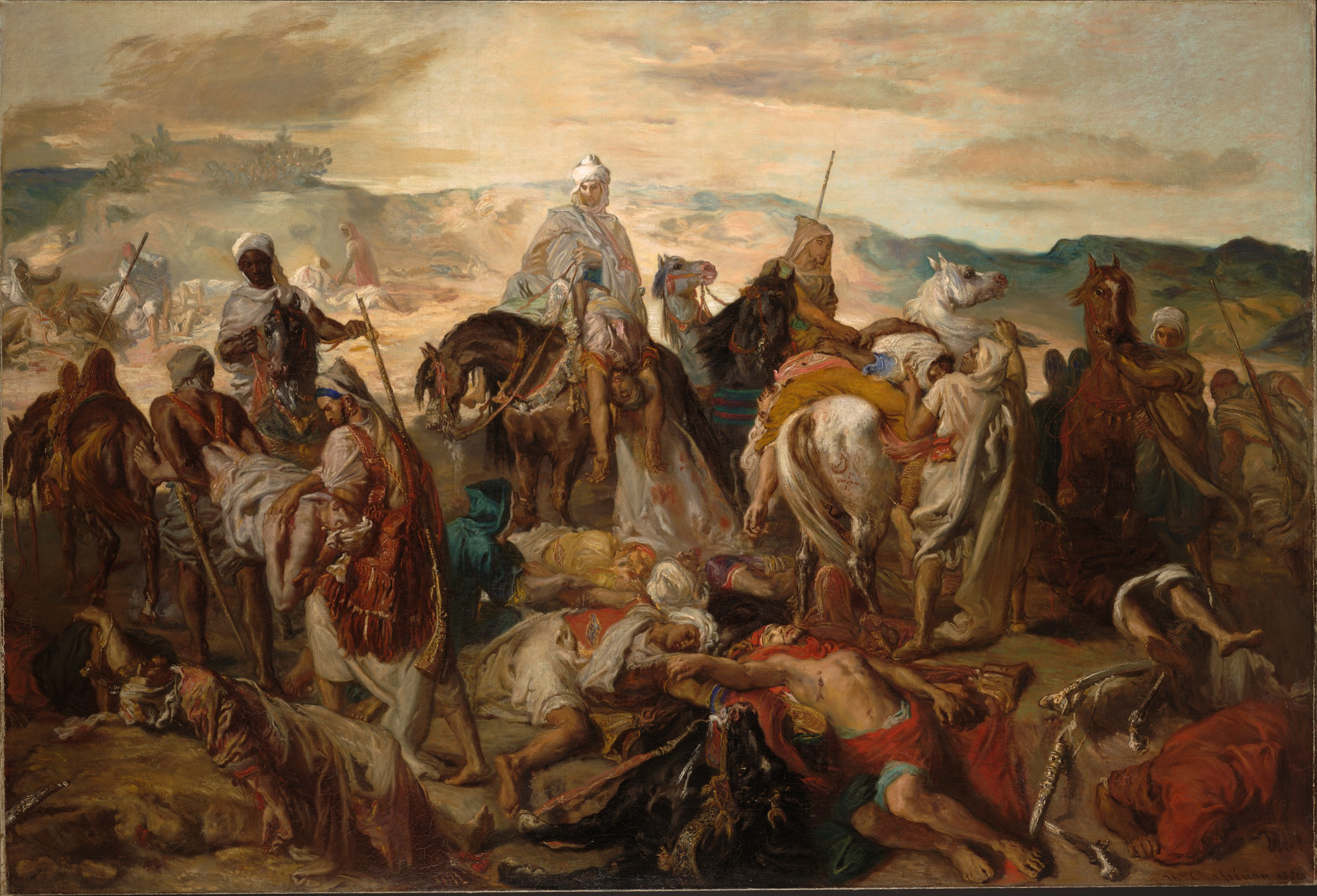
Théodore Chassériau, Cavaliers arabes transportant leurs morts, 1850.
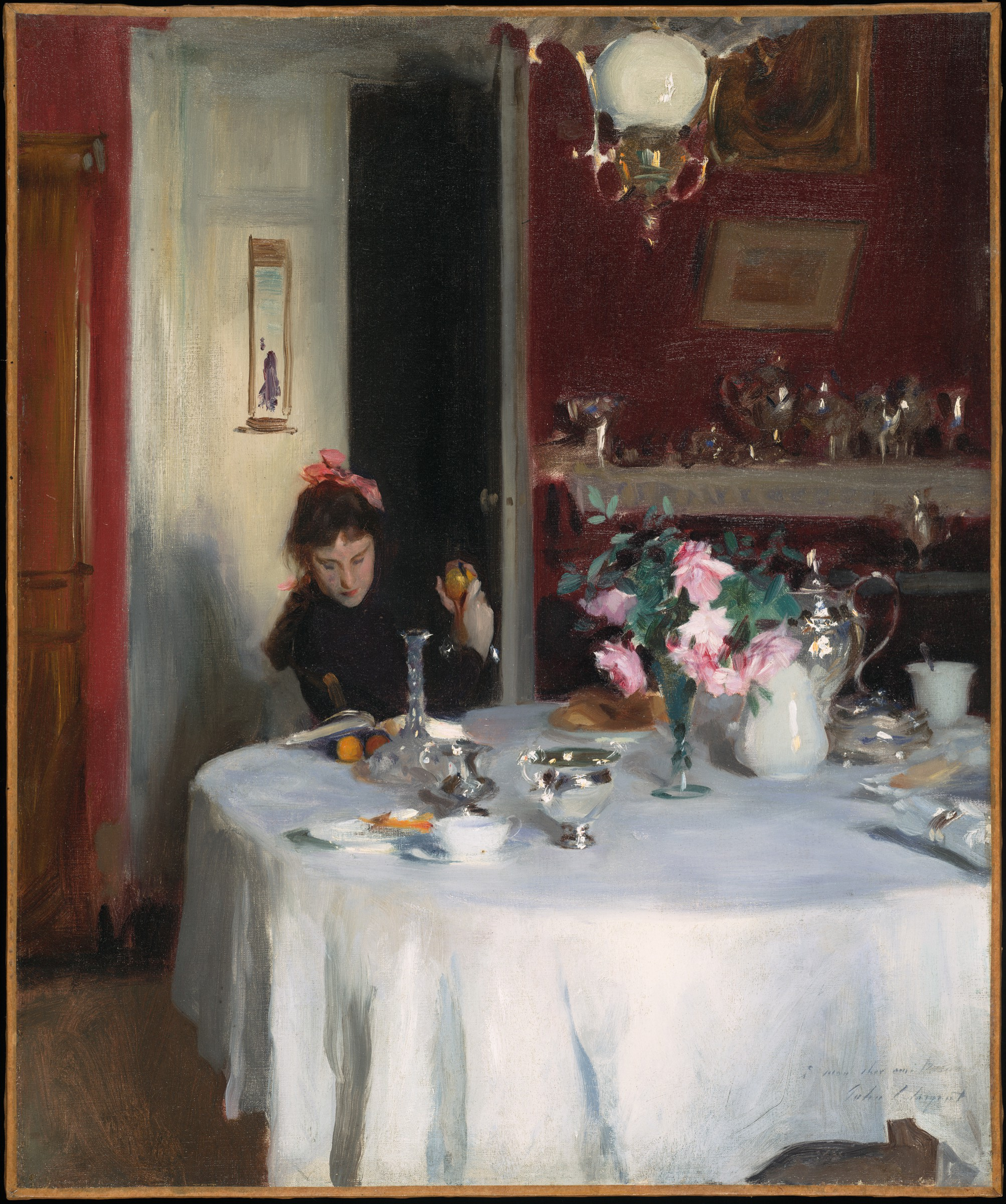
John Singer Sargent, La Table du petit déjeuner, 1883-1884.

## Exposition
Première exposition en Europe de 136 pièces de la collection Winthrop en 2003:
- Musée des beaux-arts de Lyon du 10 avril au 26 mai 2003[4].
- National Gallery de Londres, du 25 juin au 14 septembre.

Retour à New-York au Metropolitan Museum of Art du 23 octobre au 11 janvier 2004.

## Sources
- (en) Cet article est partiellement ou en totalité issu de l’article de Wikipédia en anglais intitulé « Grenville Lindall Winthrop » (voir la liste des auteurs).